# Reacción de Boudouard

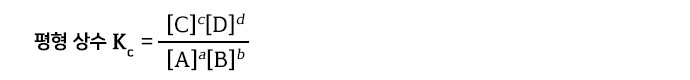
La fórmula de la constante de equilibrio se utiliza en el contexto de la química para describir el equilibrio de una reacción química. La constante de equilibrio, que se denota por "K", es una medida de la relación entre las concentraciones de los productos y los reactivos en una reacción química en equilibrio.
La forma general de la fórmula de la constante de equilibrio para la reacción química general:
aA + bB ⇌ cC + dD
se expresa como:
K = [C]ᶜ [D]ᵈ / [A]ᵃ [B]ᵇ
Donde [A], [B], [C] y [D] representan las concentraciones de los reactivos y productos en equilibrio, y los exponentes a, b, c y d son los coeficientes estequiométricos de la reacción balanceada.
Es importante destacar que la constante de equilibrio es una constante para una reacción química en particular a una temperatura específica. Su valor depende de la temperatura y no está relacionado con la velocidad de la reacción.
La constante de equilibrio nos proporciona información sobre la posición del equilibrio químico. Un valor de K mayor que 1 indica que los productos están predominantemente presentes en el equilibrio. Por otro lado, un valor de K menor que 1 indica que los reactivos están predominantemente presentes en el equilibrio. Un valor de K igual a 1 indica que los reactivos y productos están presentes en cantidades iguales.
La fórmula de la constante de equilibrio nos permite predecir cómo cambiará la composición del sistema cuando se alteran las concentraciones de los reactivos o productos, o cuando se modifica la temperatura. También es útil para comparar la favorabilidad de diferentes reacciones químicas y determinar las condiciones en las que una reacción alcanza el equilibrio.

La Reacción de Boudouard (denominado también Proceso de Boudouard) es una reacción química empleada para gasificar el carbón con dióxido de carbono y obtener monóxido de carbono, denominada en honor del químico francés Octave Leopold Boudouard (1872–1923) que descubrió este proceso químico en el año 1905. Se trata de una reacción redox que se encuentra en equilibrio químico a una temperatura dada. Es la dismutación de monóxido de carbono en su dióxido además de grafito o su ecuación reversa:
2 CO {\displaystyle \rightleftharpoons } CO2 + C
Este equilibrio químico aparece frecuentemente en procesos como: altos hornos, la generación del gas de alumbrado.

## Características
La entalpía de formación of CO2 es mayor que la del CO, la entropía de formación es mucho menor. Por lo tanto, de acuerdo con el diagrama de Ellingham, el total de la energía libre de formación del CO2 por oxidación del carbón es casi constante e indiferente de la temperatura, mientras que la energía libre de cambio para la formación del CO es una línea descendente. Estas dos líneas se encuentran a 700 °C, y de esta forma la reacción de Boudouard implica a bajas temperaturas un equilibrio exotérmico en la formación del dióxido de carbono y cuando se presenta a altas temperaturas es endotérmica en la formación de monóxido de carbono. 